# Paul Orndorff
Paul Orndorff (Brandon, 29 ottobre 1949 – Fayetteville, 12 luglio 2021) è stato un wrestler statunitense, famoso per le sue apparizioni nella World Wrestling Federation negli anni ottanta col nome di "Mr. Wonderful" Paul Orndorff.

## Carriera
Prima di cominciare con il wrestling, Orndorff divenne alquanto noto nella zona della Florida per la sua militanza nella squadra di football della University of Tampa, nella quale segnò 21 touchdown e corse 2000 yard; provò a prendere il treno della NFL con un provino per i Kansas City Chiefs prima e i New Orleans Saints poi, senza alcun risultato. Giocò tuttavia per una stagione nella World Football League, una lega di football americana ormai defunta: era il 1975 e Orndorff era nel roster dei Jacksonville Sharks. Dopo un solo anno Orndorff iniziò gli allenamenti da wrestler.
Inizia la sua carriera da lottatore nelle federazioni del Mid-South, dove si scontra con wrestler del calibro di Jerry Lawler ed Ernie Ladd. All'inizio degli anni '80 si fece un'ottima pubblicità con la conquista, in tre distinte occasioni, dell'NWA National Heavyweight Championship, alloro della National Wrestling Alliance.
Il suo debutto nella WWF avvenne nel gennaio 1984, come wrestler heel con Rowdy Roddy Piper come manager; i due, con Bob Orton Jr. al loro angolo, sfidarono il duo Hulk Hogan & Mr. T (Jimmy Snuka nel loro angolo) nel corso del main event di WrestleMania I, il 31 marzo 1985. Questo match è l'inizio di una serie di feud che vedranno dapprima Orndorff alleato con Hogan contro Piper ed Orton ed in seguito nuovamente contro Hogan, quando scelse come nuovo manager Bobby "The Brain" Heenan. Il feud contro l'Eroe Americano durò poco più di sei mesi ed è ricordato come uno dei migliori della storia del wrestling. In quel periodo tuttavia Orndorff si infortunò ad un braccio nel corso di un allenamento e rifiutò la soluzione chirurgica per non mandare all'aria il feud costruito fino a quel momento. La decisione si rivelò errata: nel corso di un match contro Hogan cadde in malo modo sul braccio infortunato; ciò lo costrinse ad un periodo di allontanamento forzato fino al 1987.
Al suo ritorno iniziò un feud contro il nuovo cliente di Bobby Heenan, il lanciatissimo "Ravishing" Rick Rude; arrivarono a sfidarsi nel main event dell'appena istituito Survivor Series ma poco dopo lasciò la federazione. Abbandonò il mondo del wrestling per qualche anno, ma nel 1993 (dopo qualche apparizione nel 1990) tornò in pianta stabile nella WCW. La sua permanenza nella fed di Atlanta è tuttavia più nota per l'incidente che costò il posto di lavoro a Vader: i due ebbero un lite nel backstage scatenata dall'arrivo in ritardo sul posto di lavoro di Big Van, ma dovuta principalmente ad un odio che si trascinava da anni. Entrambi i wrestler hanno dato una versione differente dei fatti: ognuno sostiene di aver messo a tappeto l'altro. Vader fu perciò licenziato.
Orndorff lasciò il mondo del wrestling attivo e passò ad allenare talenti alla WCW Power Plant, portando al debutto televisivo i Natural Born Thrillers.
Il 2 aprile 2005 fu introdotto nella WWE Hall of Fame.
Il 6 aprile 2014, Orndorff fece un'apparizione a WrestleMania XXX insieme a Rowdy Roddy Piper, Hulk Hogan, Mr. T e Pat Patterson, venendo intervistato da Gene Okerlund.
L'11 agosto 2014, partecipa alla festa di compleanno di Hulk Hogan celebratasi a WWE Raw, festeggiando sul ring insieme a molte altre leggende WWE, inclusi Hogan stesso, Ric Flair, Kevin Nash, Scott Hall, Gene Okerlund, Jimmy Hart e Roddy Piper.
Il 3 maggio 2017, Orndorff lottò nel suo primo match fin dall'anno 2000. L'evento ebbe luogo in Canada per la compagnia CWE (Canadian Wrestling's Elite) a Brandon, Manitoba. Paul vinse un 6-man tag team match all'età di 67 anni.

## Vita privata
Paul Orndorff viveva a Fayetteville in Georgia, insieme a sua moglie Ronda Maxwell, con la quale ha dato alla luce Paul Orndorff III e Travis Orndorff, i quali, a loro volta, hanno dato a Paul otto nipoti.
Nel luglio 2016 Orndorff si è fatto parte di una azione legale collettiva intentata alla WWE. Il contenzioso sostiene che la federazione ha deliberatamente nascosto i rischi di lesioni gravi e permanenti, derivanti dall'attività di wrestler. A seguire la causa è l'avvocato Konstantine Kyros a rappresentare i querelanti. Nel settembre 2018 le cause sono state respinte dal giudice Vanessa Lynne Bryant.
L'8 maggio 2021 il figlio di Orndorff Travis postò in rete un video del padre in una casa di cura, dove è evidente lo stato di demenza senile nel quale versa. Travis ritiene che la demenza del padre sia da imputarsi ai ripetuti traumi alla testa sostenuti da Orndorff durante la sua carriera.
Paul Orndorff è morto il 12 luglio del 2021 all'età di 71 anni, a Fayetteville, Georgia.

## Personaggio

### Mosse finali
- Spike piledriver[11]

### Manager
- Roddy Piper
- Bobby Heenan
- Oliver Humperdink[12]
- Masked Assassin
- Daryl Van Horne

### Soprannome
- "Mr. Wonderful"

## Titoli e riconoscimenti
American Wrestling Federation
- AWF Heavyweight Championship (1)

Cauliflower Alley Club
- Men's Achievement Award (2016)[13]

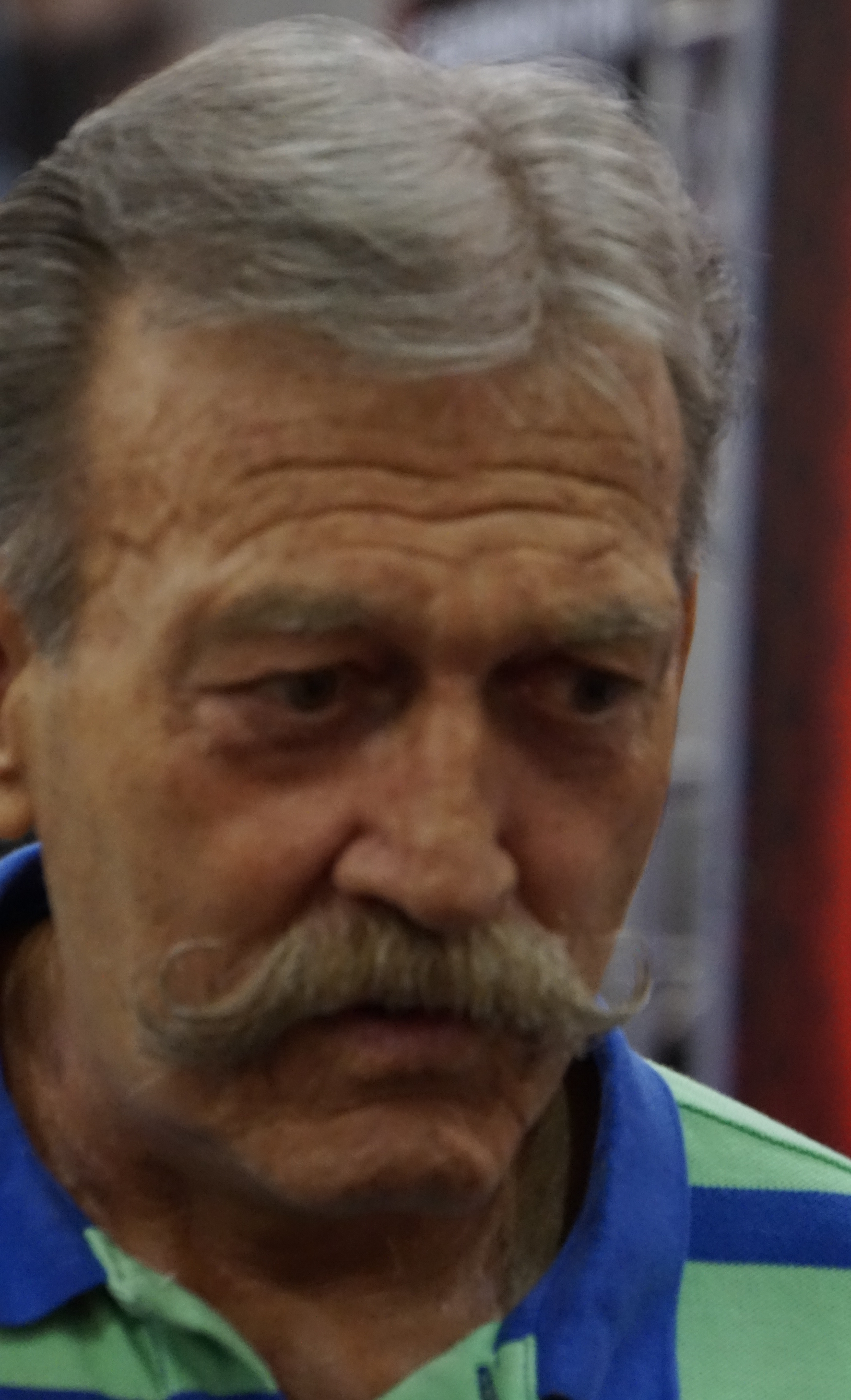
Orndorff nel 2015

George Tragos/Lou Thesz Professional Wrestling Hall of Fame
- Classe del 2017[14]

Georgia Championship Wrestling
- NWA National Heavyweight Championship (3)[15]

National Wrestling Alliance
- NWA Hall of Fame (Classe del 2009)[16]

National Wrestling League
- NWL Tag Team Championship (1) – con Brian Blair[17]

NWA Mid-America
- Mid-America World Six-Man Tag Team Championship (1) – con Gorgeus George Jr. e Tommy Gilbert[18]
- NWA Southern Heavyweight Championship (Memphis version) (1)[19]

NWA Tri-State / Mid-South Wrestling Association
- Mid-South North American Heavyweight Championship (5)
- Mid-South Tag Team Championship (1) – con Ted Dibiase

Peach State Wrestling
- PSW Cordele City Heavyweight Championship (1)

World Championship Wrestling
- WCW World Tag Team Championship (2- con Paul Roma)
- WCW World Television Championship (1)

World Wrestling Entertainment
- WWE Hall of Fame (2005)

Pro Wrestling Illustrated
- 115º tra i 500 migliori wrestler singoli nella PWI 500 (1991)
- 49º tra i 500 migliori wrestler singoli nella "PWI Years" (2003)
- Match of the Year  con Roddy Piper contro Hulk Hogan e Mr. T a WrestleMania I.  (1985)
- Feud of the Year  contro Hulk Hogan  (1986)
- Most Hated Wrestler of the Year (1986)

Professional Wrestling Hall of Fame and Museum
- Classe del 2009